# O Superman
O Superman ou O Superman (For Massenet) é uma canção de 1981 da artista performática e de música experimental, Laurie Anderson. Parte do trabalho maior "United States", a canção "O Superman", meio cantada, meio declamada, e quase minimalista, inesperadamente subiu para 2ª posição do UK Singles Charts, em 1981. Antes do sucesso desta canção, Anderson era pouco conhecida fora do mundo da arte.
O primeiro lançamento da música aconteceu de forma independente, sendo editado pela própria Anderson, em 1981. Ainda em 1981, foi lançado em uma edição limitada pela One Ten Records em um EP juntamente com a música "Walk The Dog". No mesmo ano, foi lançado pela Warner Music. 
Foi incluída no álbum de estréia de Anderson, Big Science, lançado pela Warner em 1982, com o nome "O Superman (For Massenet)".